# Acronicta bradyporina
Acronicta bradyporina är en fjärilsart som beskrevs av Jacob Hübner 1818. Acronicta bradyporina ingår i släktet Acronicta och familjen nattflyn. Inga underarter finns listade i Catalogue of Life.